# Borgen, une femme au pouvoir
Pour les articles homonymes, voir Borgen.
Ne doit pas être confondu avec Borgia (série télévisée).
Borgen, une femme au pouvoir (en danois : Borgen [ˈbɒːˀwən]) est une série télévisée danoise en trente-huit épisodes de 58 minutes créée par Adam Price et ses coscénaristes Jeppe Gjervig Gram et Tobias Lindholm et diffusée entre le 26 septembre 2010 et le 10 mars 2013 sur DR1. Un retour de Borgen, sous le nom de Borgen : Le Pouvoir et la Gloire, a été effectué en 2022, en 8 épisodes.
Elle expose les rouages de la démocratie danoise en mettant en scène l'exercice du pouvoir par une centriste intègre sur fond d'intrigues politiciennes. Bien qu'il s'agisse d'une fiction, le personnage principal de la série, Birgitte Nyborg, peut faire songer à Helle Thorning-Schmidt, Première ministre danoise de 2011 à 2015, notamment parce que cette dernière est également mère de deux enfants et que la ligne politique de son parti peut, dans une certaine mesure, être assimilée à celle des centristes de la série. Toutefois, selon l'actrice principale de la série, la diffusion de la première saison au Danemark n'aurait pas influencé de manière importante le choix des électeurs lors des élections législatives danoises de 2011, l'ancienne ministre d'État étant déjà pressentie auparavant comme favorite. 
Cependant, c'est fréquemment Margrethe Vestager (ancienne ministre de l'Économie et de l'Intérieur du Danemark, et inflexible commissaire européenne à la concurrence, qualifiée de « dame de fer » danoise) que l'on présente comme l'inspiratrice du personnage de Birgitte Nyborg.
En France et en Belgique, la série est diffusée depuis le 9 février 2012 sur Arte puis rediffusée depuis le 24 juillet 2015 sur Téva, et au Québec à partir du 13 septembre 2012 sur ARTV.
Le réseau américain NBC envisageait en 2012 d'en faire un remake.
En 2020, une quatrième saison est programmée. Sa diffusion démarre le 13 février 2022 sur la chaîne de la télé danoise DR1 puis le 2 juin 2022 sur Netflix.

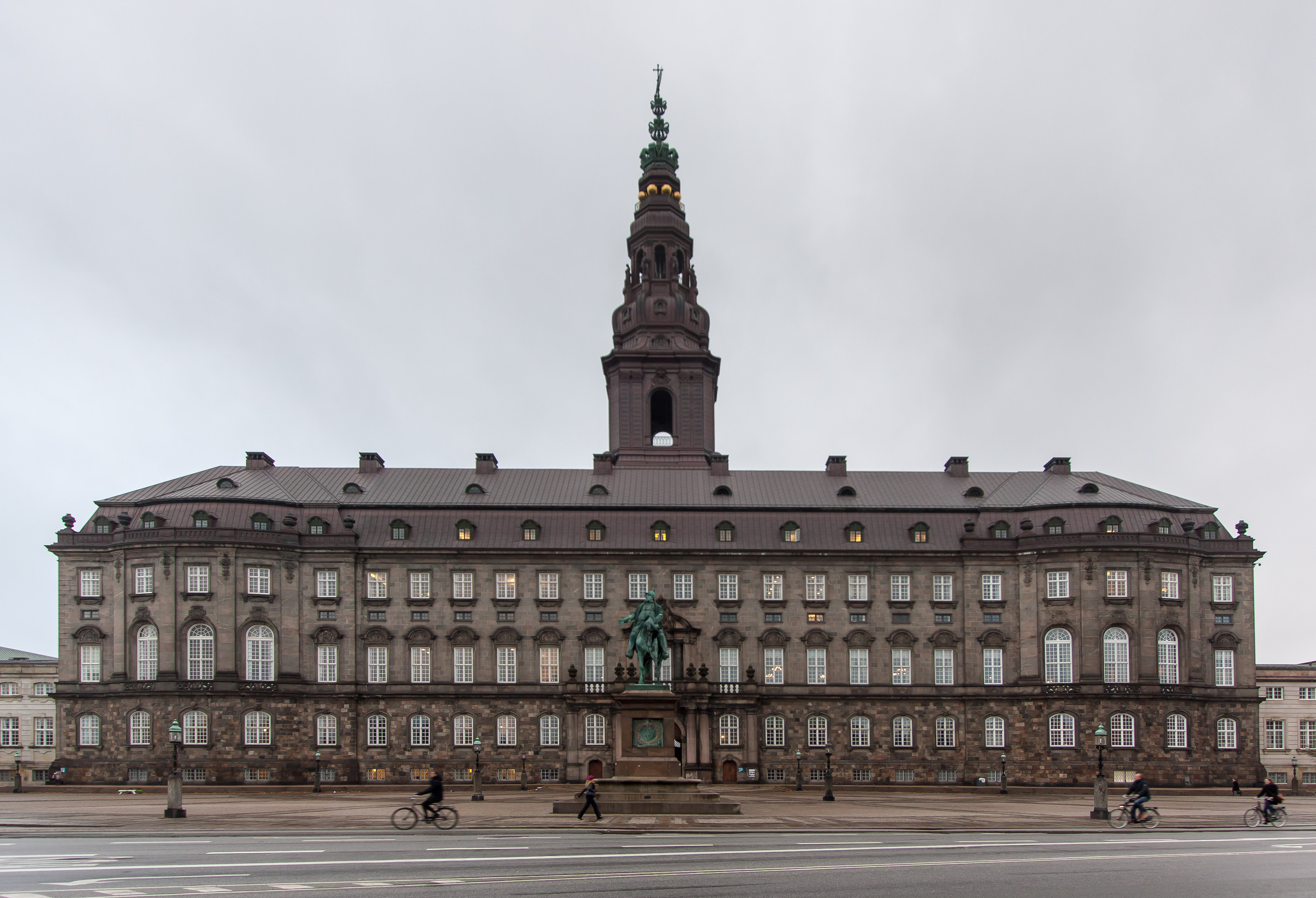
« Borgen », le château de Christiansborg à Copenhague.

## Synopsis
Borgen (« le Château ») est le surnom que les Danois donnent au siège du Parlement et aux bureaux du Premier ministre, situés au château de Christiansborg à Copenhague.
Cheffe du Parti centriste au caractère bien trempé, Birgitte Nyborg devient contre toute attente Première ministre. Mais une fois à la tête du gouvernement, une question ne tarde pas à tarauder Birgitte Nyborg : jusqu’où peut-on aller pour garder le pouvoir ? Au fil des épisodes, Birgitte réalise que concilier vie privée et vie professionnelle ainsi que ses idéaux et les sacrifices politiques nécessaires n'est pas chose aisée, surtout lorsque l'on est Première ministre.

## Fiche technique
- Créateur : Adam Price
- Producteur : Camilla Hammerich
- Scénaristes : Adam Price, Jeppe Gjervig Gram, Tobias Lindholm
- Réalisateurs : Søren Kragh-Jacobsen, Rumle Hammerich, Annette K. Olesen, Mikkel Nøgaard
- Musique : Halfdan E (saison 1 à 3), August Fenger Janson (saison 4)

## Distribution
| Comédiens                                             | Voix françaises,                             | Rôles                   | Fonctions |
| ----------------------------------------------------- | -------------------------------------------- | ----------------------- | --- |
| Famille Nyborg-Christensen                            |                                              |                         | |
| Sidse Babett Knudsen                                  | Marjorie Frantz                              | Birgitte Nyborg         | Première ministre (saisons 1 et 2) Présidente du Parti centriste (saisons 1 et 2) Présidente des Nouveaux démocrates (saisons 3 et 4) Ministre des Affaires étrangères (saison 4)                                                          |
| Mikael Birkkjær                                       | Jean-Pierre Michael                          | Phillip Christensen     | Époux de Birgitte Nyborg (saison 1) puis ex-époux (saisons 2, 3 et 4) |
| Freja Riemann                                         | Camille Timmerman                            | Laura Christensen       | Fille aînée de Birgitte Nyborg |
| Emil Poulsen puis Lucas Lynggaard Tønnesen (saison 4) | Jules Timmerman puis Martin Faliu (saison 4) | Magnus Christensen      | Fils de Birgitte Nyborg |
| Alastair Mackenzie                                    | Kester Lovelace                              | Jeremy Welsh            | Compagnon de Birgitte Nyborg (saison 3) |
| Entourage professionnel de Birgitte Nyborg            |                                              |                         | |
| Pilou Asbæk                                           | Boris Rehlinger                              | Kasper Juul             | Ancien journaliste et Spin doctor de la Première ministre (saison 1 et 2) Chroniqueur politique à TV1 (saison 3) |
| Morten Kirkskov                                       | Thierry Wermuth                              | Niels Erik-Lund         | Chef de cabinet de la Première ministre |
| Iben Dorner                                           | Barbara Beretta                              | Sanne                   | Secrétaire de Birgitte Nyborg (saisons 1 et 2) |
| Hanne Hedelund                                        | Ève Lorach                                   | Jytte                   | Secrétaire de Birgitte Nyborg (saison 2) |
| Simon Bennebjerg                                      | Benjamin Gasquet                             | Oliver Hjorth           | Secrétaire de Birgitte Nyborg (saison 4) |
| Magnus Millang                                        |                                              | Rasmus Gren Lundbaek    | Secrétaire général du ministère danois des affaires étrangères (saison 4) |
| Mikkel Boe Følsgaard                                  | Damien Ferrette                              | Asger Holm Kirkegaard   | Représentant de Birgitte Nyborg au Groenland (saison 4) |
| Équipe de la chaîne TV1                               |                                              |                         | |
| Birgitte Hjort Sørensen                               | Dorothée Pousséo                             | Katrine Fønsmark        | Journaliste à TV1 (saison 1 et 2) Journaliste à L'Ekspres (saison 2) Attachée de presse des Nouveaux démocrates (saison 3) Directrice de l'information de TV1 (saison 4)                                                                   |
| Benedikte Hansen                                      | Elisabeth Wiener                             | Hanne Holm              | Journaliste politique à TV1 (saison 1) Journaliste à L'Ekspres (saisons 1 et 2) Journaliste à TV1 (saison 3) |
| Thomas Levin (da)                                     | Tanguy Goasdoué                              | Ulrik Mørch             | Journaliste à TV1 |
| Søren Malling                                         | François Dunoyer                             | Torben Friis            | Rédacteur en chef des journaux de TV1 (saison 1 à 3) Journaliste politique à TV1 (saison 4) |
| Özlem Sağlanmak                                       | Karl-Line Heller                             | Narciza Aydin           | Journaliste à TV1 (saison 4) |
| Officiels groenlandais                                |                                              |                         | |
| Svend Hardenberg                                      | Loïc Houdré                                  | Hans Eliassen           | Ministre groenlandais des ressources naturelles (saison 4) |
| Nivi Pedersen                                         | Sandra Valentin                              | Emmy Rasmussen          | Cheffe de cabinet de la première ministre groenlandaise (saison 4) |
| Ministres du gouvernement Nyborg                      |                                              |                         | |
| Lars Knutzon                                          | Denis Boileau                                | Bent Sejrø              | Ministre des Finances (saison 1) Vice-président du Parti centriste (saisons 1 et 2) Membre des Nouveaux démocrates (saisons 3 et 4) |
| Dar Salim                                             | Luc Boulad                                   | Amir Diwan              | Ministre du Climat et de l'Énergie (saisons 1 et 2) Président du Parti de l'environnement (saisons 1 et 2) |
| Dirigeants du Parti travailliste                      |                                              |                         | |
| Peter Mygind                                          | Nicolas Marié                                | Michael Laugesen        | Président du Parti travailliste (saison 1) Rédacteur en chef de l'Ekspres (saisons 1 à 3) Coach officieux de Birgitte Nyborg (saison 4) |
| Flemming Sørensen                                     | Yves Barsacq                                 | Bjørn Marrot            | Président du Parti travailliste (saisons 1 et 2) Ministre des Affaires étrangères (saisons 1 et 2) |
| Lars Brygmann                                         | Guy Chapellier                               | Troels Höxenhaven       | Vice-président du Parti travailliste (saisons 1 et 2) Ministre de la Justice (saisons 1 et 2) Président du Parti travailliste (saison 2) Ministre des Affaires étrangères (saison 2)                                                       |
| Bjarne Henriksen                                      | Saïd Amadis                                  | Hans-Christian Thorsen  | Ministre de la Défense (saison 1) Président du Parti travailliste (saisons 2 et 3) Ministre des Affaires étrangères (saison 2) Premier ministre par intérim (saison 2)                                                                     |
| Petrine Ager                                          | Céline Ronté                                 | Pernille Madsen         | Vice-présidente du Parti travailliste (saisons 1 et 2) Ministre des Affaires sociales (saison 1) Ministre du Commerce et de l'Industrie (saison 1) Ministre des Finances (saisons 1 et 2) Vice-présidente du Parti travailliste (saison 3) |
| Johanne Louise Schmidt                                | Véronique Desmadryl                          | Signe Kragh             | Première ministre travailliste (saison 4) |
| Chefs de parti au Parlement                           |                                              |                         | |
| Søren Spanning                                        | Féodor Atkine                                | Lars Hesselboe          | Président des Libéraux Premier ministre (saisons 1 et 3) |
| Ole Thestrup                                          | Michel Bedetti                               | Svend-Åge Saltum        | Président du Parti de la liberté |
| Jannie Faurschou                                      | Anne Jolivet                                 | Yvonne Kjær             | Présidente de la Nouvelle droite |
| Signe Egholm Olsen                                    | Véronique Desmadryl                          | Anne-Sophie Lindenkrone | Présidente du Rassemblement solidaire |

- Version française
  - Société de doublage : Creative Sound[12]
  - Direction artistique : Sylvie Moreau[12], Laurent Dattas (saison 4)
  - Adaptation des dialogues : Edgar Givry[12] (saisons 1 à 3), Marine Livernette (saison 4)
  - Enregistrement et mixage : Philippe Cochet[12]

 Source et légende : version française (VF) sur RS Doublage et Doublage Séries Database

## Intrigue

### Première saison (2010)

Composition du Parlement danois après les élections législatives (saison 1).
Rassemblement solidaire (6)
Gauche du Groenland et des Îles Féroé (2)
Parti de l'environnement (17)
Parti travailliste (35)
Parti centriste (31)
Libéraux (32)
Nouvelle droite (25)
Parti de la liberté (29)
Droite du Groenland et des Îles Féroé (2)

La première saison est diffusée au Danemark du 26 septembre au 15 décembre 2010 sur DR1 ; en France et en Allemagne elle est programmée en début de soirée du 9 février au 8 mars 2012 sur Arte qui la rediffuse en fin de soirée du 23 août au 6 septembre 2013. 

#### Épisodes
1. La Dignité du centre (Dyden i midten)
2. Minimum 90 (Tæl til 90)
3. L'Art du possible (Det muliges kunst)
4. Cent jours (Hundrede dage)
5. Les hommes qui aimaient les femmes (Mænd der elsker kvinder)
6. Visite d'État (Statsbesøg)
7. Ne rien entendre, ne rien voir, ne rien dire (Ikke se, ikke høre, ikke tale)
8. Le Temps des marronniers (Agurketid)
9. Divise et règne (Del og hersk)
10. Premier mardi d'octobre (Første tirsdag i oktober)

#### Déroulement de l'intrigue
Les deux principaux personnages féminins de la série, Birgitte Nyborg, secrétaire générale du Parti centriste, et Katrine Fønsmark, journaliste sur la chaîne TV1 (depuis, journaliste au tabloïd « Ekspres »), sont reliés par le « spin doctor » de Birgitte, Kasper Juul, qui est également l'ex-petit ami de Katrine. Cette dernière a une liaison avec Ole Dahl, le conseiller marié du Premier ministre de l'époque, Lars Hesselboe. Mais cette liaison s'achève brutalement par la mort de Dahl, d'une crise cardiaque. Paniquée, celle-ci appelle Kasper qui efface les traces de sa présence pour la protéger. Dans le même temps, il découvre alors dans les affaires de Dahl des factures qui permettraient de discréditer Hesselboe, puisqu'elles démontrent que ce dernier a utilisé sa carte de crédit officielle pour acheter des vêtements à son épouse, dans un magasin de luxe de Londres. Une découverte qui tombe à pic puisque les élections législatives s'annoncent. Kasper transmet ces informations à Birgitte, mais celle-ci refuse de les utiliser, préférant faire une campagne propre. Kasper, déçu, les communique alors au chef des travaillistes, Michael Laugesen. Ce dernier révèle ces faits lors d'un débat télévisé. Birgitte comprend d'où ils viennent et, furieuse, limoge Kasper. Mais l'action de Laugesen conduit beaucoup d'électeurs à se détourner aussi bien de lui que de Hesselboe, les dirigeants des deux grands partis, visiblement par réprobation aussi bien des pratiques de Hesselboe que de la manière peu fair-play de les révéler, pour se tourner vers le Parti centriste.
Bien que Birgitte soit un choix évident pour la fonction de Premier ministre, elle doit faire face aux réticences des autres dirigeants. Grâce à l'aide de son ami, l'expérimenté Bent Sejrø, elle parvient néanmoins, petit à petit, à tisser sa toile en négociant avec les autres partis, petits ou grands, et à se rendre incontournable. Laugesen refuse sa nomination, mais il est contraint de démissionner de son poste de chef de parti par les cadres de sa formation à la suite de la trahison de son propre adjoint, Troels Höxenhaven, auquel Birgitte a, elle, promis le poste de ministre de la Justice tandis que Laugesen, son propre chef de parti, s'apprêtait, s'il était nommé Premier ministre, à le laisser sur le carreau pour faire de la place aux membres des partis qui se coaliseraient avec lui. Birgitte est ainsi en mesure de former une coalition avec les partis minoritaires de gauche et le Parti travailliste, les nouveaux chefs de celui-ci, Höxenhaven et Bjorn Marrot, se contentant amplement de respectivement devenir ministres de la justice et des affaires étrangères. Laugesen finit toutefois rapidement par rebondir en s'emparant de la direction d'un grand groupe de médias, Ekspres, qu'il utilisera ensuite pour férocement critiquer le gouvernement.
Birgitte Nyborg continue de s'appuyer sur Sejrø et sur son époux Philip pour mener le pays comme elle le souhaite. Elle nomme également un nouveau conseiller en communication pour remplacer Kasper, mais il se révèle vite incompétent, au point de se faire démolir lors d'un débat télévisé avec Laugesen. Sous la pression de Sejrø et de Philip, exaspérés par la nullité du nouveau « spin doctor », Birgitte se résout à pardonner sa désobéissance passée à Kasper et le réengage. Celui-ci est encore peiné par sa rupture avec Katrine, qui découvre qu'elle est enceinte de Ole, et subit un avortement. Katrine s'entiche ensuite de son professeur de gymnastique, au grand dam de Kasper qui souhaite la reconquérir, mais, trop fier, refuse de le dire clairement.
Au sein du gouvernement, Birgitte prend ses marques au fil des mois. Katrine Fønsmark révèle que, sous couvert de prétendus incidents techniques et en vertu d'un accord passé avec le gouvernement Hesselboe, la CIA américaine se sert d'une base au Groenland pour assurer le transport de prisonniers destinés à être placés hors de tout cadre légal dans la controversée prison de Guantanamo. Le Groenland, qui a gagné une forte autonomie depuis quelques années, s'indigne de ne pas avoir été prévenu de ce qui se passait sur son sol, tandis que la presse tire à boulets rouges contre cette compromission illégale. Birgitte doit alors composer avec le Premier ministre groenlandais, qui commence par la mépriser, et avec son ministre des Affaires étrangères, Bjorn Marrot, qui l'implore de ne pas compromettre ses relations avec les États-Unis, le président américain devant d'ailleurs se rendre prochainement au Danemark. Finalement, Birgitte fait une visite surprise au Groenland pour rencontrer elle-même le peuple groenlandais, et décide, au grand dam de Marrot, d'associer les Groenlandais aux discussions avec les Américains. Le président américain prétexte un « calendrier surchargé » pour annuler sa visite, mais Birgitte est applaudie par la presse et gagne le respect du Premier ministre groenlandais avec lequel une relation ferme, franche et finalement amicale s'instaure. 
Birgitte remporte un nouveau mais délicat succès diplomatique, lors de la visite du président de Turghizie, Groznin, qui coïncide avec l'arrivée au Danemark d'un dirigeant de l'opposition au régime de Groznin, et que ce dernier tient pour un « terroriste ». Groznin met la pression sur le gouvernement danois pour le faire arrêter et extrader, et sous-entend que les accords énergétiques de plusieurs milliards d'euros qu'il est venu signer à Copenhague sont suspendus à la collaboration du Danemark dans cette « lutte contre le terrorisme ». Birgitte est dans une position délicate puisque la presse, Katrine Fønsmark en tête, s'est entichée de l'opposant, que son propre père, ancien militant des droits de l'homme, lui fait comprendre qu'il serait furieux que sa fille fasse primer des considérations économiques sur le respect de la démocratie et des droits de l'homme, et que l'Union européenne est divisée sur la question, l'Allemagne et le Royaume-Uni étant favorables à l'arrestation tandis que la France s'y déclare farouchement opposée. Finalement, Birgitte décide de faire discrètement arrêter l'opposant, mais l'opération se passe très mal puisque la police danoise procède à l'interpellation au beau milieu d'une interview en direct menée par Fønsmark. La presse s'indigne devant ces images choquantes, son propre père la boude, la France proteste, mais Groznin est, lui, ravi. Finalement, le lendemain, Birgitte, écœurée par la situation, demande à Katrin, via Kasper, de poser une question précise lors de la conférence de presse conjointe qu'elle aura avec Groznin, lui assurant qu'elle ne le regrettera pas. La question est la suivante : « Avez-vous soumis la signature des accords commerciaux sur l'énergie à l'arrestation de l'opposant que vous qualifiez de terroriste ? » Groznin, comme l'avait prévu Birgitte, est obligé de répondre « non » à cette question pour présenter un bon visage à l'Occident. Birgitte, ravie, glisse alors d'un ton glacial, à l'oreille d'un Groznin stupéfait, pendant la poignée de mains officielle, qu'elle ne livrera pas l'opposant. Groznin, après les propos qu'il vient de tenir, est pourtant obligé de signer les contrats. Birgitte a ainsi réussi à préserver à la fois la défense des droits humains et les intérêts économiques du Danemark, mais s'est en contrepartie attiré l'antipathie durable du président de Turghizie. 
Des micros sont découverts au siège du parti Rassemblement solidaire, d'extrême gauche, et il s'avère qu'ils ont été posés par les Renseignements, placés sous la direction du ministre travailliste de la justice, Troels Höxenhaven. Le scandale éclate. Ce dernier parvient à prouver que ces micros ont été placés par le gouvernement précédent, et que l'opération est tout à fait légale puisque les locaux étaient alors occupés par une organisation nébuleuse, et surveillée car suspectée d'activités terroristes. Mais il ne peut expliquer pourquoi il ne les a pas fait retirer sitôt que le parti politique a racheté les lieux pour en faire son QG, et le Parlement, relayé par la presse, le démolit. Placé au pied du mur, Höxenhaven fait part à Birgitte d'un enregistrement audio obtenu par les Renseignements, où l'on entend la présidente de Rassemblement solidaire, Anne Sophie Lindenkrone, dans un état manifeste d'alcoolisation avancé toutefois, planifier rien de moins que l'enlèvement des enfants du Premier ministre d'alors, et chef du Parti libéral, Lars Hesselboe. Höxenhaven pense que le déclenchement de ce contrefeu clora l'épisode. Birgitte refuse l'utilisation d'un tel procédé, d'autant plus qu'elle est une amie personnelle de longue date de la politicienne en question. Privé de son arme fatale, Höxenhaven effectue une fois encore une prestation pitoyable devant les députés, et Birgitte n'a pas d'autre choix, pour ne pas être éclaboussée à son tour, que de lui demander sa démission pour le lendemain. Horrifié, Höxenhaven décide alors d'abattre sa dernière carte et, passant outre l'interdit de Birgitte, fait parvenir l'enregistrement compromettant à TV1, qui le diffuse à l'antenne malgré l'opposition (minoritaire au sein de la rédaction) de Katrine Fønsmark. Hors d'elle, Birgitte décide de révoquer de manière définitive son ministre de la justice (alors qu'elle se contentait auparavant de lui laisser la chance de démissionner dignement), mais Sejrø et Kasper le lui déconseillent. Furieuse, Birgitte s'indigne que ses deux conseillers semblent cautionner une telle désobéissance envers la Première ministre, mais Sejrø la ramène aux dures réalités de la politique : avec cette révélation, Höxenhaven s'est attiré les bonnes grâces du Parti conservateur, qui militait auparavant pour son départ, Hesselboe étant naturellement ému du projet d'enlèvement de ses propres enfants ; Kasper, pour sa part, explique à Birgitte que le ministre de la Justice a totalement réussi son plan de communication avec l'orchestration de cette révélation et a regagné en popularité. Bouillonnante de rage, mais trop politique pour ne pas comprendre que ses conseillers ont froidement raison, Birgitte annonce à la télévision qu'elle a « toute confiance » envers son ministre de la Justice. Par la suite, elle le rencontre personnellement, lui signifiant qu'à ses yeux, il n'est plus qu'un « homme mort » dans son gouvernement.
Laugesen décide de publier ses mémoires dans lesquels se trouvent de nombreux ragots, mais aussi la révélation des actions de Kasper durant la campagne avec les factures de Hesselboe. Katrine découvre alors la vérité sur la manière dont il les a découvertes et lui en veut de ne jamais le lui avoir dit. Elle a par ailleurs cru que Kasper mentait sur sa famille mais elle ignorait qu'il avait en fait été abusé par son père quand il était plus jeune. Lors de la mort du père, elle renoue finalement avec Kasper. Par ailleurs, Birgitte et Kasper parviennent à discréditer le livre de Laugesen comme des ragots. Enfin, les relations de Birgitte avec son époux Philip finissent par se tendre. Celui-ci supporte de plus en plus mal l'emploi du temps chargé de son épouse, et d'avoir dû mettre sa brillante carrière d'hommes d'affaires entre parenthèses pour ne pas gêner Birgitte avec d'éventuelles implications de conflits d'intérêts. Les scènes de ménage se multiplient, et Philip décide finalement d'accepter un poste très important qu'une multinationale lui a proposé.
Après huit ans de débats et de négociations, le ministère et l'État-major de la défense décident d'acquérir un nouvel avion de combat, le Defender F-26 de la société Trident. Bien que son chef de cabinet et son ministre des finances approuvent ce choix, Birgitte tient à vérifier elle-même le caractère judicieux de ce choix, au regard notamment des autres modèles en compétition, moins chers. Alors que le ministre de défense, Hans Christian Torsen, appuie de tout son poids le choix du Defender, Hanne Holm, journaliste au tabloïd Ekspres, découvre qu'il a participé à des parties de chasse et des dîners entièrement payés par Trident, faisant naître des soupçons de corruption. La Première ministre, renforcée dans sa conviction de remettre le marché en jeu, découvre que l'un des sous-traitants du F26 n'est autre que VIA Electronics, la société dont son époux doit prendre la direction. Lorsque le Defender est finalement retenu, elle demande à Philip de démissionner, ce qu'il fait à contre-cœur avant de quitter la maison. Pour contrer les accusations de corruption, Birgitte décide d'instituer une transparence totale sur les activités des ministres, suscitant des remous dans sa coalition. Philip finit par revenir et avoue à son épouse qu'il a eu une aventure. Le soir, la Première ministre est l'invitée du journal de TV1 et Katrine Fønsmark, contrairement aux ordres de Torben Friis, évoque la démission de Philip. Katrine est alors mise en congé pour un mois, tandis que Birgitte part dormir au château de Marienborg, sa résidence officielle.
En ce début d'octobre, le Parlement s'apprête à ouvrir son année parlementaire, et Kasper Juul est chargé de rédiger le discours de la Première ministre, Birgitte Nyborg, s'inspirant notamment du discours d'investiture de John F. Kennedy. Il apprend alors par Hanne Holm que des rumeurs sur la vie de couple difficile de Birgitte circulent dans la presse spécialisée. Parallèlement, les sondages sont défavorables au Parti centriste et montrent que le Parti travailliste est en tête des intentions de vote, ce qui crée des tensions entre la cheffe du gouvernement et les ministres des affaires étrangères, Bjørn Marrot, et de l'industrie, Pernille Madsen, principaux dirigeants travaillistes. Ils exigent que l'ouverture de la session parlementaire soit couplée à un remaniement affectant le ministère des finances, détenu par le centriste Bent Sejrø, à leur parti. Pour faire taire les problèmes de couple de Birgitte, Kasper a l'idée d'accorder à TV1 un grand entretien sur la vie professionnelle et privée de la Première ministre, parvenant à négocier avec Friis la réintégration de Katrine et un droit de veto sur les images tournées concernant la vie privée de la famille Christensen-Nyborg. Face à la pression des travaillistes, Birgitte finit par accepter le remaniement et annonce à Bent qu'il doit quitter le gouvernement, puis elle réalise son interview avec Philip, où tous deux annoncent qu'ils sont heureux malgré la nouvelle vie que leur impose les fonctions du Premier ministre. Toutefois, Philip refuse de se mentir ainsi et demande à son épouse que le reportage ne soit pas diffusé, lui annonçant sa volonté de divorcer. Malgré ce coup dur, Birgitte se présente, le premier mardi d'octobre, devant les députés et prononce un discours fort sur l'unité du peuple danois, l'unité de la classe politique et la nécessité de se dépasser, obtenant les félicitations officieuses de Hesselboe et Svend Åge Saltum, secrétaire du Parti de la liberté, et de son chef de cabinet, Niels Erik Lund, qui lui annonce le renvoi de la secrétaire personnelle du Premier ministre, Sanne, à la suite de son flirt avec Kasper. Katrine ayant appris l'accord liant son rédacteur en chef à Kasper, elle décide de démissionner de TV1.

#### Citations d'introduction
- Épisode no 1 : « Un prince doit n'avoir d'autre pensée ni d'autre art que celui de la guerre et de l'organisation qui s'y rapporte. » — Machiavel
- Épisode no 2 : « Il est plus sûr d'être craint que d'être aimé. » — Machiavel
- Épisode no 3 : « La démocratie est le pire système de gouvernement, à l'exception de tous les autres. » — Winston Churchill
- Épisode no 4 : « Quand on veut faire taire un fantôme, il grandit de plus belle. » — Proverbe groënlandais
- Épisode no 5 : « De là vient que tous les prophètes armés ont été victorieux et ceux non armés ont été détruits. » — Machiavel
- Épisode no 6 : « La politique est une guerre sans effusion de sang et la guerre une politique sanglante. » — Mao
- Épisode no 7 : « La confiance n'exclut pas le contrôle. » — Lénine
- Épisode no 8 : « L'Histoire est un cauchemar dont j'essaie de me réveiller. » — James Joyce
- Épisode no 9 : « Vous ne saurez pas ce qui vous a frappé avant qu'il ne soit trop tard. » — Fabricant d'armes américain
- Épisode no 10 : « Un prince peut-il manquer de raisons légitimes pour colorer l'inexécution de ce qu'il a promis ? » — Machiavel

### Deuxième saison (2011)
Elle est diffusée sur Arte le jeudi à 20 h 50, du 22 novembre au 13 décembre 2012 puis reprogrammée du 6 au 27 septembre 2013 en fin de soirée.

#### Épisodes
1. 89 000 enfants (89.000 børn)
2. À Bruxelles, personne ne t'entend crier (I Bruxelles kan ingen høre dig skrige)[14]
3. Le Dernier Prolétaire (Den sidste arbejder)
4. En ordre de bataille (Op til kamp)
5. Plante un arbre (Plant et træ)
6. Eux et nous (Dem & Os)
7. Ce que l'on perd à l'intérieur, il faut le gagner à l'extérieur 1/2 (Hvad Indad Tabes, Skal Udad Vindes - Del I)
8. Ce que l'on perd à l'intérieur, il faut le gagner à l'extérieur 2/2 (Hvad Indad Tabes, Skal Udad Vindes - Del II)
9. Le Respect de la vie privée (Privatlivets fred)
10. Une communication de nature particulière (En bemærkning af særlig karakter)

#### Déroulement de l'intrigue
Onze mois ont passé depuis le discours de Birgitte Nyborg au Parlement. La Première ministre est désormais en instance de divorce, Katrine Fønsmark travaille aux côtés de Hanne Holme à l’Ekspres, tandis que Kasper Juul partage sa vie avec Lotte Ågaard, une séduisante journaliste politique du journal Politiken.
Birgitte part en Afghanistan, annoncer aux troupes le futur vote, par les députés, du retrait du pays des Forces armées. C'est alors qu'elle apprend qu'une patrouille a été attaquée par les talibans, qui a causé la mort de cinq soldats danois. Également présente sur place, Katrine rentre avec la volonté de retrouver le père d'un des soldats tués, qui s'était pris en photo avec le Premier ministre juste avant son départ en mission. Elle souhaite récupérer la lettre d'adieu que les soldats écrivent à leurs parents. Elle obtient l'accord de Laugesen pour la publication après que ce dernier lui a demandé d'écrire un article dans lequel le chef du gouvernement serait présenté comme responsable de la mort des soldats. À Copenhague, Nyborg est vertement attaquée par l'opposition, Lars Hesselboe en tête, tandis que dans le gouvernement, le Parti de l'environnement et le Parti travailliste s'opposent sur l'opportunité du retrait. Tandis que Fønsmark se fait congédier par le père du jeune soldat tué, Birgitte cherche à adopter la meilleure position. Elle finit par convoquer le chef du corps expéditionnaire danois pour lui demander son avis, que ce dernier refuse de faire, affirmant qu'il doit appliquer les ordres, non déterminer la politique. Il finit par lui demander plus de moyens matériels et humains, car il ne croit pas les Afghans capables de sécuriser le terrain. Peu après, elle fait la connaissance du père du jeune soldat, qui lui donne lecture de la lettre de son fils décédé et où celui-ci explique que, grâce à l'OTAN, 89 000 enfants peuvent, chaque jour, aller à l'école. Forte de ces deux rencontres, Birgitte se présente au Parlement et obtient un large soutien pour un renforcement des forces danoises en Afghanistan.
Le gouvernement danois doit choisir son nouveau commissaire européen. Birgitte Nyborg et Kasper Juul sont confrontés à un choix : désigner, pour la première fois, un centriste, ou céder le poste aux travaillistes en échange d'un remaniement ministériel. Le choix de la Première ministre se porte finalement sur son mentor, président du groupe centriste au Parlement, vice-président du Parti centriste et ancien ministre des finances, Bent Sejrø. Cette nomination permettrait au Danemark d'obtenir un portefeuille important et à Birgitte de se débarrasser de Bent, seule voix réellement critique chez les centristes. Cependant, ce dernier refuse la proposition, flairant le piège, et la Première ministre se voit obligée de choisir son jeune et ambitieux ministre des affaires européennes, Jakob Kruse. À sa grande surprise, celui-ci n'accepte pas, Kasper comprenant qu'il vise une carrière politique nationale. Birgitte négocie alors avec Bjørn Marrot et retient pour le poste la ministre des finances, Pernille Madsen, en échange de quoi les centristes retrouvent le ministère de l'économie. Cependant, à peine l'accord trouvé, Sejrø fait savoir qu'il accepte finalement l'offre de son ancienne amie. Celle-ci rompt son accord avec le Parti travailliste et demande à Kruse de prendre la vice-présidence du parti. Alors que Bent doit passer devant la commission des Affaires européennes du Parlement, il fait une rupture d'anévrisme et est hospitalisé d'urgence. L’Ekspres accuse alors Birgitte d'avoir eu connaissance des ennuis de santé de Bent, et l'épouse de ce dernier lui affirme qu'elle était forcément au courant. Devant les dénégations du Premier ministre, elle lui explique en avoir fait part à Jakob Kruse, qui devait le lui transmettre. Ulcérée par cette trahison, elle convoque son ministre des affaires européennes pour lui annoncer sa nomination à Bruxelles, sans discussion.
La coalition au pouvoir entend présenter un nouvel ensemble de lois, baptisées « Avenir commun », afin de réformer l'État-providence et retrouver la prospérité, tous deux plombés par la crise. Ce projet prévoit, notamment, une réforme du régime des préretraites, mais au dernier moment, Bjørn Marrot annonce que le Parti travailliste ne soutient plus ce texte, pourtant essentiel, dans leur accord. Birgitte est furieuse, mais Kasper lui apprend que ce dernier est de plus en plus contesté dans son parti. Peu à peu, la presse sort des révélations sur sa mauvaise maîtrise de l'anglais, qui ridiculiserait le Danemark sur la scène extérieure, ou une utilisation abusive des fonds publics. Le Premier ministre constate qu'une lutte se joue entre Madsen et Troels Höxenhaven d'un côté, et Marrot, appuyé par le ministre de la Défense Thorsen, de l'autre. À l’Ekspres, l'ancien dirigeant travailliste Michael Laugesen refuse d'attaquer Marrot, au grand dam de Katrine, à qui Hanne Holm explique que le ministre des affaires étrangères est le dernier soutien de poids pour leur rédacteur en chef dans le parti. Alors que le gouvernement se réunit en séminaire pour discuter d'« Avenir commun », Thorsen lâche le président travailliste en pleine séance de travail, ce qui fait sortir ce dernier de ses gonds. Finalement, après une réunion des dirigeants du parti, Marrot remet sa démission et Höxenhaven prend sa succession. Le séminaire est alors reporté et Birgitte entreprend une discussion avec Bjørn, qui lui fait part de sa tristesse d'être « le dernier prolétaire du Parti travailliste ». Alors que la soirée prend fin, Kasper rejoint Katrine ; les deux amis font l'amour, tandis que Troels est photographié, à son insu, en compagnie d'un jeune homme, avec lequel il entretient des rapports sexuels.
Troels Höxenhaven, désormais Vice-Premier ministre, ministre des Affaires étrangères et président du Parti travailliste, est « la » personnalité politique du moment. Dépoussiérant l'image de son parti, il permet à ce dernier d'atteindre des sommets dans les sondages. C'est à ce moment qu'un cargo danois est pris en otage au large de la Somalie. Troels insiste pour s'occuper de l'affaire dans les médias, ce que Birgitte ne lui refuse pas. Des dissensions entre eux apparaissent, et le Premier ministre échoue à reprendre la main, sa proposition de tenir une conférence mondiale étant éclipsée par la rencontre du ministre des affaires étrangères avec les familles des marins. Dans le même temps, Laugesen présente les photos de Troels en compagnie du jeune homme à Katrine et Hanne, leur demandant de traiter l'affaire sous l'angle de la sécurité de l'État. Trouvant l'affaire et l'empressement du rédacteur en chef louches, les deux femmes enquêtent et découvrent que l'amant du ministre a été embauché par Laugesen pour tendre un piège au nouveau président des travaillistes. Lui annonçant leur découverte, elles sont finalement renvoyées. Peu après, Birgitte et Troels se rencontrent, ce dernier ayant fait savoir que, pour lui, c'était à l'État de s'impliquer dans la gestion de la crise des otages, au mépris des ordres du Premier ministre. Alors qu'elle le rabroue, Nyborg se voit répondre par Höxenhaven que celui-ci veut sa place immédiatement. Rentrée chez elle, elle échoue à reconquérir son mari, boit et couche avec Kim, son chauffeur. Celui-ci est remplacé dès le lendemain et Birgitte demande à Kasper de préparer un plan de mise en valeur du Parti centriste, afin de provoquer ensuite des élections anticipées. C'est alors que Michael présente à Troels les photos de lui avec l'escort boy. La mort dans l'âme, il s'en va présenter sa démission à Birgitte en lui révélant tout. Cette dernière s'absente pour une réunion où elle approuve une intervention militaire pour délivrer les otages. Le lendemain matin, un joggeur trouve Troels Höxenhaven, mort dans sa voiture après avoir avalé des cachets volés à Birgitte. Ayant la preuve de la conspiration de Laugesen, elle le menace de le dénoncer, mais celui-ci révèle qu'il connaît sa relation avec le chauffeur. Tous deux décident donc de ne rien ébruiter et Nyborg rend un hommage émouvant à Höxenhaven devant la presse. Quant à Kasper, il annonce à Katrine que leurs relations seront, à l'avenir, purement et simplement professionnelles, souhaitant préserver son couple.
Höxenhaven est remplacé par le ministre de la Défense, Hans Christian Thorsen, qui prend la direction de la diplomatie. Aux côtés de Birgitte et Amir Diwan, le ministre du Climat et président du Parti de l'environnement, il présente la grande loi sur l'écologie, pilier de l'ensemble « Avenir commun ». Le Premier ministre part ensuite négocier avec Hesselboe et Yvonne Kjær pour obtenir un large compromis. Cependant, ses concessions ne conviennent pas à Amir, qui refuse le texte en l'état. Kasper, avec l'accord de Birgitte, révèle alors que le ministre dispose d'une vieille Cadillac très polluante et qui échappe aux taxes très lourdes sur la pollution automobile. La presse se déchaîne avec violence contre son ancien « chouchou », ce qui inquiète la direction du gouvernement, notamment Niels Erik. La cheffe du gouvernement convainc alors Amir de défendre le projet de loi sur l'écologie, ce qui créera une bonne image en sa faveur. À la maison, sa fille, Laura, semble se renfermer, sans qu'elle ne le remarque vraiment. Amir finit par revoir Birgitte et lui annonce que son parti votera le projet de loi, mais se retire du gouvernement. Hesselboe, qui vient d'embaucher Katrine comme chargée des relations publiques, apprend la nouvelle et organise une réunion avec Yvonne et Svend Åge Saltum, du populiste Parti de la liberté, alors qu'il avait juré à Katrine vouloir se démarquer de lui. Cette dernière finit par démissionner de ses nouvelles fonctions et retrouve un poste sur TV1, où elle obtient que Hanne Holm l'accompagne. De son côté, Birgitte négocie avec Thorsen et Madsen la répartition des portefeuilles laissés vacants par le départ d'Amir, puis reçoit un coup de téléphone de Cecilie, la nouvelle compagne de Philip, qui lui apprend que Laura a fait une grave crise d'angoisse et a dû rentrer d'urgence de sa classe verte. Discutant le lendemain avec sa fille, elle apprend que celle-ci a appelé de nombreuses fois au cabinet, mais que la secrétaire, Jytte, a refusé de passer la communication. De retour au ministère, le Premier ministre la limoge et demande le retour de Sanne, sa première assistante, tandis qu'Amir annonce son retrait de la politique. Birgitte lui avoue tout au sujet de la Cadillac, ce qui fait dire à ce dernier que beaucoup de choses ont changé depuis leurs débuts au pouvoir, il y a deux ans. Quant à Kasper, incapable de vivre une liaison solide avec Lotte, il entame une aventure avec une jeune attachée de presse rencontrée quelques jours plus tôt.
À la suite d'un débat au Parlement, le Parti de la liberté propose un projet de loi abaissant la majorité pénale à 12 ans, contre 14 à l'heure actuelle. Sachant le gouvernement affaibli politiquement, et les travaillistes divisés sur la question, Birgitte obtient de ces derniers qu'ils votent contre, pour éviter l'éclatement de la coalition. Kasper s'en prend alors verbalement à Svend Åge et est contraint de lui faire des excuses. Alors que l'affaire semble réglée, le chef de file populiste est agressé par un jeune de 13 ans dans un quartier difficile et convoque le Premier ministre en session extraordinaire pour faire voter son texte. Tandis que Nyborg négocie avec les travaillistes un texte alternatif, Kasper orchestre une campagne de la Jeunesse centriste dénonçant les propositions du Parti de la liberté. Après l'échec d'un débat télévisé entre Saltum et Anne Sophie Lindenkrone, du parti Rassemblement solidaire, la publicité négative des jeunes du parti de Birgitte douche les derniers espoirs de faire rejeter le projet de loi du Parti de la liberté. Kasper remet sa démission à Nyborg, qui la refuse pour le moment. À la suite d'une discussion avec ce dernier, qui semble bouleversé, elle prend la parole au Parlement et propose qu'une commission d'experts et d'élus se penche sur la question de la majorité pénale. Sa proposition est approuvée par 82 voix contre 81, soulignant l'étroitesse de sa majorité. Kasper, qui a fait vendre la maison de ses parents, quitte Lotte et se rend chez Katrine, lui donnant un carton de vieilles affaires. Elle y trouve une cassette vidéo, sur laquelle passe un extrait de journal télévisé, qui indique que Kenneth Juulsen, désormais Kasper Juul, alors âgé de 13 ans, avait agressé son père avec un couteau après quatre ans de sévices sexuels. De son côté, Birgitte, après une discussion tendue avec Philipp et une rencontre avec le psychothérapeute de Laura, accepte que cette dernière prenne des anti-dépresseurs.
La Première ministre Nyborg reçoit dans son bureau de Christiansborg l'industriel Joachim Krone, qui lui demande de s'impliquer dans la résolution du conflit au Kharoun, un pays de l'Est de l'Afrique en proie à une guerre civile. Cela arrangerait ses intérêts et la popularité de Birgitte. Après réflexion, et consultation de son vieil ami Bent et de son chef de la diplomatie, Thorsen, elle accepte, mais recrute Amir Diwan pour pouvoir dialoguer avec le président Al-Jawar, musulman, du Kharoun du Nord. Elle part en secret pour le pays, rencontrer les deux chefs d'État pour essayer de les faire venir à Copenhague, négocier la paix. Malgré des débuts difficiles avec le président du Nord, et l'homophobie avérée du président du Sud, Lokoya, qui accorde énormément de respect à Sejrø, qu'il surnomme « l'Ancien », elle réussit à les convaincre de son plan et rentre, pleine d'espoirs, au Danemark. Alors que Kasper et Katrine se sont remis ensemble et vivent désormais dans l'appartement de la journaliste, cette dernière rencontre, avec Hanne Holm, Niels Mikkelsen, un intermédiaire de Krone au Kharoun qui semble lié aux violations des droits humains commises par les forces armées pour assurer le contrôle des champs pétrolifères.
Les présidents Al-Jawar et Lokoya arrivent à Copenhague pour négocier la paix. À peine arrivés, on apprend par la presse qu'une ville contestée est retombée aux mains du Sud. Le chef d'État du Nord annonce alors la rupture des négociations et Amir tente de le convaincre de rester. De son côté, Birgitte apprend que la Chine a vendu des hélicoptères de combat au Kharoun du Nord et qu'ils sont en route pour le pays. Elle s'entretient avec l'ambassadeur chinois, et son gouvernement accepte de laisser quarante-huit heures aux Danois pour négocier la paix, après quoi le bateau de livraison repartira. Une course contre la montre s'engage, retenant la Première ministre au château en permanence. Elle ne se rend donc pas compte que Laura cesse son traitement contre l'angoisse et menace Magnus s'il révèle tout à leur mère. Un accord entre toutes les parties est finalement scellé, garantissant la paix au Kharoun et propulsant Birgitte Nyborg au premier plan. Alors qu'elle fête cette réussite, un appel de la baby-sitter des enfants la fait revenir d'urgence chez elle. Contrainte de défoncer la porte de la salle de bains où Laura s'est enfermée, elle découvre sa fille prostrée. Elle l'emmène d'urgence à l'hôpital, où Philip la retrouve.
Dans le cadre de l'ensemble de lois « Avenir commun », le gouvernement propose le projet « Santé commune », qui vise à réduire les abattements fiscaux pour bénéficier d'un système de santé privé, afin de protéger le système public. Alors que Nyborg négocie, difficilement, le ralliement de Rassemblement solidaire, qui demande des concessions plus importantes que celle déjà obtenues, le psychothérapeute de Laura lui explique que le Lise Holm, un établissement privé très cher, serait le meilleur endroit pour soigner sa fille. Birgitte et Philip acceptent la proposition, mais l'Ekspres finit par le découvrir, sans doute du fait d'une indiscrétion de Magnus à l'école. Laugesen s'en donne à cœur joie, dénonçant l'hypocrisie du Premier ministre. Toutefois, la thérapie produit des effets sur Laura, jusqu'à ce qu'un paparazzo du tabloïd la photographie, devant elle, dans le parc. Elle retombe gravement en dépression et l'institution est bientôt sous les feux des projecteurs. Kasper tente d'aller raisonner Michael, qui ne l'écoute absolument pas. Il décide alors de manipuler Ulrich Mørk, un journaliste de TV1 concurrent de Katrine, à l'occasion d'un interview de Laugesen sur la déontologie de la presse. Dans l'émission, l'infirmière de Laura témoigne que c'est bien la pression médiatique qui a entraîné le retour en arrière de la jeune fille, en contradiction avec les affirmations du rédacteur en chef de l'Ekspres. Furieuse et extrêmement inquiète pour son enfant, Nyborg se rend quand même sur TV1, où elle explique que sa fille ne pouvait souffrir d'un délai de cinquante semaines dans le système public, mais qu'elle continue de se battre pour que celui-ci relève la tête. Finalement, devant son incapacité à contrôler la presse, elle décide de se mettre en congé du ministère et passe le relais, par intérim, à Hans Christian Thorsen. Kasper et Katrine annoncent à leurs patrons respectifs leur relation, mais une fracture apparaît entre eux, devant la volonté de Fønsmark d'avoir un enfant.
Voilà près d'un mois que Birgitte Nyborg est en congé de Christiansborg. Kasper et Niels Erik assurent la transition avec Thorsen, dont ils tentent de limiter les initiatives. Ce dernier accepte cependant, en tant que Premier ministre par intérim, les invitations dans la presse, même s'il refuse de parler de possibles élections anticipées. Totalement libre désormais, la dirigeante du Parti centriste, qui garde le soutien de son groupe parlementaire, passe le plus clair de son temps avec sa fille au Lise Holm. Cependant, son absence inquiète et, pour la première fois depuis les négociations de paix, sa popularité recule. Toutefois, se sentant coupable d'avoir abandonné ses enfants pour son travail, elle n'est pas encore prête à revenir. C'est finalement la directrice de l'institut qui lui explique que cela n'est pas de sa faute, tandis que Bent Sejrø et Kasper tentent de la faire revenir dans le jeu politique. Ayant enfin compris que Laura se porte désormais mieux, et alors que la presse s'interroge de plus en plus sur son avenir, elle fait son retour au château, pour assister à l'adoption du dernier train de mesures d'« Avenir commun ». À l'issue d'une réunion avec Thorsen et Pernille Madsen, Bent vient la voir et lui sort les notes qu'il avait prises lors de la formation du gouvernement, trois ans plus tôt, et qui démontrent que le Parti centriste a tenu ses engagements. Il l'informe dans le même temps que Lars Hesselboe prévoit de proposer, au mois de septembre, vingt-cinq milliards de couronnes d'allègements fiscaux. Birgitte demande alors à Niels Erik de transmettre un message au président du Parlement, tandis qu'elle se rend chez la reine, à Amalienborg. Une fois « Avenir commun » définitivement voté, et alors que, sous l'impulsion de Laugesen, les médias ont mis en doute les capacités des femmes à exercer le pouvoir, elle prend la parole devant les députés, rappelant que les premières députées ont été élues en 1918. Elle défend ensuite son paquet de réformes pour une nouvelle prospérité, et annonce qu'il reviendra aux Danois de décider de leur avenir. Elle convoque alors des élections législatives anticipées pour le 11 juin, prenant ainsi l'opposition de court. Au niveau personnel, Kasper finit par accepter d'avoir un enfant avec Katrine, tandis que Philip rompt avec Cecilie.

#### Citations d'introduction
- Épisode no 11 : « Une guerre est juste quand elle est nécessaire. » — Machiavel
- Épisode no 12 : « Garde tes amis près de toi, et tes ennemis plus près encore. » — Sun Tzu
- Épisode no 13 : « Nous avons gagné et la victoire nous a menés en enfer. » — Thomas Nielsen
- Épisode no 14 : « Quand il s'agit d'offenser un homme, il faut le faire de telle manière qu'on ne puisse redouter sa vengeance. » — Machiavel
- Épisode no 15 : « Beaucoup de ce qui passe pour de l'idéalisme, est en réalité l'amour masqué du pouvoir. » — Bertrand Russell
- Épisode no 16 : « Aimez vos ennemis et priez pour ceux qui vous persécutent » — Évangile selon Matthieu, chapitre 5, verset 44
- Épisode no 17 : « Le Danois est méfiant car l’histoire du Danemark est celle de la chute d’une tribu puissante. » — Johannes V. Jensen
- Épisode no 18 : « O Blanc, reprends ton lourd fardeau, les sauvages guerres de la paix, nourris les bouches de la famine, fais la maladie cesser. » — Rudyard Kipling
- Épisode no 19 : « Le succès n’est pas définitif, l’échec n’est pas définitif. C’est le courage de continuer qui compte. » — Winston Churchill
- Épisode no 20 : « Être ou ne pas être, telle est la question. » — Shakespeare, Hamlet

### Troisième saison (2013)

Composition du Parlement danois après les élections législatives (saison 3).
Partis du Groenland et des Îles Féroé (4)
Rassemblement solidaire (12)
Parti de l'environnement (22)
Parti travailliste (42)
Nouveaux démocrates (13)
Parti centriste (5)
Libéraux (46)
Nouvelle droite (23)
Parti de la liberté (12)

La troisième saison est diffusée au Danemark du 1er janvier au 10 mars 2013 et du 30 août au 27 septembre 2013 sur RTS Un. En France, la diffusion de cette saison sur Arte à 20 h 50 tous les jeudis, commence le 3 octobre pour s'achever le 31 octobre 2013 à raison de deux épisodes par soirée,.

#### Épisodes
1. Je suis né au Danemark (I Danmark er jeg født)
2. Un pays repose sur ses lois (Med lov skal land bygges)
3. Bronzé, mais pas trop (Den rigtige nuance af brun)
4. Le Malheur des uns… (Den enes død…)
5. Tu ne commettras point d'adultère (Du skal ikke bedrive hor)
6. Les Liens du passé (Fortidens sønner)
7. La Chute (Faldet)
8. Souvent femme varie (Man har et standpunkt…)
9. Raisons et sentiments (Fornuft og følelse)
10. L'Heure du choix (Valget)

#### Déroulement de l'intrigue
Deux ans et demi après avoir prononcé la dissolution du Parlement, Birgitte Nyborg s'est retirée de la vie politique. La victoire des partis de droite, emmenés par Lars Hesselboe, a rejeté les centristes dans l'opposition. Désormais, l'ex-Premier ministre donne des conférences portant sur la crise financière et s'est impliquée dans le secteur privé, partageant sa vie entre un luxueux penthouse à Copenhague et ses bureaux de Hong Kong. Toujours séparée de Philipp, qui a retrouvé un emploi dans la banque, elle a une relation avec un architecte britannique, prénommé Jeremy. Kasper et Katrine, désormais séparés, ont un fils, Gustav, dont ils s'occupent tour à tour. La jeune femme présente toujours le journal de TV1, tandis que l'ex-spin doctor de Christiansborg coprésente un talk-show politique, au côté de Torben Friis, simplement baptisé Juul & Friis. Bent Sejrø, remis de son accident vasculaire cérébral, est lui toujours député du Parti centriste, désormais présidé par Jakob Kruse, l'ancien ministre que Birgitte avait envoyé à Bruxelles pour être commissaire européen.
À TV1, Torben Friis, promu directeur des informations, doit accepter le remaniement de la direction de la chaîne. Celle-ci s'avère être confiée à l'ambitieux Alex Hjort. Ce jeune homme aux méthodes déroutantes fait déjà connaître son credo : tout pour l'audimat. Bien qu'au départ loyal, Friis va progressivement prouver à son nouveau supérieur que les règles, en ce qui concerne les informations, sont de sa seule compétence ; la ligne de Torben approuvée par les journalistes de la rédaction, dont la réalisatrice Pia Munk, Hjort accepte de baisser la garde, tout en jurant que cette attitude ne serait que provisoire, le temps de savoir s'imposer à tous.
Lorsque Nyborg apprend que Kruse participe activement à des négociations pour la mise en œuvre d'un plan de relance économique avec Hesselboe qui entraînerait l'adoption, condition du soutien du Parti de la liberté, d'un texte particulièrement dur sur l'expulsion des immigrés, elle décide de faire son retour en politique. Elle propose alors ses services à Jakob, qui refuse fermement de lui donner une quelconque responsabilité dans le parti, conscient que son retour pourrait bouleverser la ligne qu'il assume depuis le départ de Nyborg et lui coûter son fauteuil à la direction du parti. Déroutée par ce rejet, Birgitte se laisse convaincre par Bent de défier le président du parti lors du congrès des centristes, prévu pour le mois suivant. Elle recrute Katrine comme attachée de presse, puis entame une campagne interne, parvenant notamment à convaincre un baron du parti, son ancien ministre de l'Éducation, Jon Berthelsen, et engrangeant, par la suite, les soutiens de ses adeptes convaincus, comme Nete Buch, pour laquelle Birgitte reste un modèle. Lors du congrès, le discours de l'ancienne dirigeante du Parti centriste reçoit un accueil poli, mais non fort enthousiaste, tandis que Jakob Kruse quitte la plénière pour rallier le château de Christiansborg, duquel il annonce, au côté de Lars Hesselboe, un accord avec le gouvernement pour le plan de relance, incluant effectivement le vote d'une loi permettant d'expulser des étrangers pour des délits de toute sorte. Finalement réélu président, par 59 voix contre 51 à l'ancienne Premier ministre, Kruse conserve sa place face à Birgitte, qui vient le saluer pour sa victoire, celui-ci acceptant, non sans fierté, ses félicitations. Vaincue, Birgitte, annonce à Katrine et Bent qu'elle compte retrouver le secteur privé, mais prépare, en fait, son retour, en fondant une nouvelle formation politique, inspirée des idéaux d'origines du Parti centriste.
Loin d'être isolée dans sa démarche, Birgitte parvient à convaincre Jon et Nete de la rejoindre ; d'autre part, son discours séduit Erik Hoffmann, vice-président du parti de la Nouvelle Droite et révulsé par la ligne politique de plus en plus radicale soutenue par son propre parti, membre de la coalition de Hesselboe. Au départ réticent à l'idée de quitter son parti, Erik, marié à une avocate noire et soucieux de l'avenir de son fils mulâtre au sein de la société danoise, rejoint finalement Birgitte et ses acolytes. Tous décident de baptiser ce mouvement les « Nouveaux Démocrates ». Mis à l'écart du projet, Bent, profondément blessé par le départ de Birgitte, accepte alors de rejoindre les rangs de sa protégée, quand bien même il militait depuis quarante ans au sein des centristes. Rapidement, le mouvement prend forme et devient un parti politique à part entière, bien que n'étant représenté que par trois parlementaires.
Ancré dans le jeu politique, le parti fondé par Birgitte est décidément une large plateforme : on y trouve des militants écologistes, d'autres sont fermement attachés aux valeurs chrétiennes, quand certains souhaitent mettre en œuvre une politique économique peu convaincante aux yeux de Birgitte. Chargée de trouver une personne issue de l'immigration, résolument intégrée dans la société danoise, Katrine, après de fructueuses recherches, semble avoir trouvé la perle rare, en la personne de Nadia Barazani ; cette brillante économiste de confession musulmane accepte de rejoindre les Nouveaux Démocrates, après avoir été débarquée de la chaîne TV1 par Alex Hjort, irrité par cette « prophétesse de malheur pakistanaise » qui, bien que très compétente, ne semblait pas satisfaire la direction en ayant souligné la gravité de la crise économique durant sa rubrique télévisée. Pensant trouver en Nadia le porte-parole d'une société prônant le multiculturalisme, les Nouveaux Démocrates seront cependant surpris d'entendre les positions très fermes de Nadia, qui, bien qu'étant issue de l'immigration, n'est pas contre le fait de savoir imposer des limites lorsqu'elle s'avèrent nécessaires en ce domaine. Mais les positions tranchées de l'économiste en la matière ne vont pas bouleverser Birgitte au point de la congédier, puisqu'elle désire la maintenir dans son équipe. Dans le même temps, Birgitte et Jon, devant la diversité difficilement gérable des composantes de leur parti, décident de reprendre les choses en mains, remerciant toutes les personnes mobilisées et actives au sein du parti, tout en rappelant qu'une seule et même formation ne saurait accueillir tant d'idéaux et de valeurs, parfois plus utopistes que pragmatiques.
Jeremy, le petit ami britannique de Birgitte, est de passage à Copenhague, et ils vont tous les deux dîner dans un restaurant. Jeremy commande un plat à base de porc, mais se sent vite mal en point: il finit par vomir dans le restaurant. La scène sera rendue publique sur YouTube et fera les grands titres de l'Ekspres. Jeremy est hospitalisé, et il s'avère que le porc qu'il a consommé contenait de la pénicilline, à laquelle il a fait une réaction allergique. Le gouvernement de Hesselboe veut justement alléger les contrôles sur l'élevage porcin, et Birgitte en profite pour se positionner sur le terrain de la défense des consommateurs et de la critique d'un élevage trop industriel. Elle et Katrine vont rendre visite à Asger, le frère de Katrine, éleveur de porcs, qui leur parle de son métier. Svend Åge Saltum, le dirigeant du Parti de la Liberté, qui est justement éleveur de porcs, réagit vivement aux critiques de Birgitte, Il veut défendre la filière porcine danoise, importante source d'exportations. Pour montrer aux téléspectateurs danois la réalité, il coupe sans anesthésie la queue d'un porcelet devant les caméras de TV1, ce qui choque y compris au sein de son propre parti. Alex Hjort reproche vivement à Thorben d'avoir diffusé cette vidéo à une heure de grande écoute, alors que des enfants pouvaient la voir. TV1 organise un débat entre Birgitte et Svend Åge, pendant lequel Svend Åge finit par perdre contrôle et par dire que les éleveurs produisent "de la merde" parce que les consommateurs veulent de la viande bon marché. Cela provoque à nouveau un rude débat au sein du Parti de la Liberté, la députée Benedikte Nedergaard s'oppose à Svend Åge Saltum sur ce point et finit par gagner. Le parti fait volte face et demande désormais l'interdiction de l'amputation des queues des porcelets et le renforcement des contrôles chez les éleveurs. Quant à Birgitte, elle obtient d'être invitée à discuter avec le premier ministre Lars Hesselboe, obtient la mise en place d'une commission d'enquête sur la filière porcine, ainsi qu'une forme de reconnaissance de l'existence de son parti politique par le premier ministre. 
La découverte de Roumaines sequestrées et contraintes à la prostitution à Vesterbro provoque un scandale, et la travailliste Pernille Madsen veut former une large alliance autour d'un projet de loi visant à criminaliser les clients de prostituées. Avant de se positionner sur le sujet, Birgitte souhaite approfondir sa connaissance. Elle et Katrine rencontrent Helene, la représentante d'une association de travailleuses du sexe, qui demande qu'on leur laisse exercer leur activité en leur reconnaissant davantage de droits, tout en luttant contre le trafic humain. Birgitte décide alors de ne pas rejoindre la coalition de Pernille Madsen et de soutenir les revendications d'Helene. Finalement, Lars Hesselboe accepte de renforcer la répression contre le trafic humain, mais refuse d'accorder davantage de droits aux travailleurs et travailleuses du sexe.   
Les Nouveaux Démocrates ont obtenu suffisamment de signatures pour pouvoir présenter des candidats aux prochaines élections, mais il leur reste à trouver de bons candidats. Birgitte convainc un brillant économiste de les rejoindre, mais son lointain passé communiste resurgit, et même si Katrine parvient à démonter les accusations d'espionnage au profit de l'Union Soviétique, il finit par renoncer. Birgitte se voit diagnostiquer un cancer du sein, qu'elle préfère garder secret. Ses collaborateurs s'interrogent néanmoins sur ses absences plus fréquentes. Et la radiothérapie qu'elle suit la fatigue. Lorsque le Premier ministre Lars Hesselboe annonce la dissolution du Parlement et des élections anticipées, le parti de Birgitte n'est pas prêt pour la campagne, et elle-même n'est pas en pleine possession de ses moyens. Lors du premier débat télévisé de la campagne, elle s'avère mal préparée et se retrouve en grande difficulté.     
Birgitte informe alors ses enfants et ses proches collaborateurs de son état de santé. L'information ne tarde pas à fuiter et fait la une de la presse, ce qui suscite de la sympathie. Mais l'alliance électorale de l'opposition menée par les travaillistes la place devant le fait accompli: elle doit accepter leur programme, avec lequel elle a des divergences importantes, sans pouvoir négocier le moindre changement. Vu qu'elle ne souhaite pas soutenir Lars Hesselboe, dont la coalition comprend le parti de la Liberté et les centristes menés par Jacob Kruse, elle se sent obligée d'accepter. Mais elle a du mal à montrer en quoi son parti apporte quelque chose de nouveau sur la scène politique, et les sondages s'en ressentent. D'autre part, chaque fois que les Nouveaux Démocrates essaient de proposer des mesures innovantes, Jacob Kruse les reprend à son compte avant même qu'ils aient pu les rendre publiques: il y a clairement un membre de la direction du parti qui les informe. Après enquête, il s'avère que l'espionne est Nete, qui n'acceptait pas que l'alliance avec les travaillistes ait amené Birgitte à se renier. Dans un débat télévisé sur TV1, Birgitte annonce que les Nouveaux Démocrates quittent l'alliance de l'opposition et feront désormais cavaliers seuls. Ce choix s'avère payant, la popularité du parti augmente immédiatement. A TV1, Torben, qui a eu une liaison avec sa proche collaboratrice Pia, doit quitter le domicile conjugal.       
Le traitement de Birgitte a bien fonctionné et elle est désormais guérie de son cancer. Les sondages prévoient 6 députés pour les Nouveaux Démocrates, mais ce ne serait pas suffisant pour influer sur le jeu politique. Birgitte décide alors de se montrer offensive face aux centristes, pour bien montrer en quoi son parti est différent. Lors d'un débat, elle place Jacob Kruse face à ses propres contradictions. Le débat s'envenime alors, et Birgitte est la cible de nombreuses attaques personnelles, auxquelles elle refuse de répondre, choisissant de se cantonner au domaine politique. Le jour de l'élection, les Nouveaux Démocrates obtiennent finalement 13 députés, tandis que les centristes font le pire score de leur histoire. Les Libéraux sont en tête, mais aucun parti ne peut avoir la majorité seul, et Birgitte est courtisée par les deux camps. Elle choisit finalement de soutenir Lars Hesselboe plutôt qu'une coalition avec les Travaillistes incluant le Parti de la Liberté. Elle, ainsi que Jon et Erik, obtiendront d'importants ministères. A TV1, le confit entre Alex Hjort, prêt à tout pour obtenir de l'audience, et Torben, fidèle à son éthique de journaliste, s'envenime. Le matin du jour de l'élection, Torben est licencié, avant d'être rappelé à la suite de la révolte de ses présentateurs vedettes, et c'est finalement Alex Hjort qui démissionne et quitte la chaîne.         

#### Citations d'introduction
- Épisode no 21 : « Au milieu du chemin de notre vie, ayant quitté le chemin droit, je me trouvai dans une forêt obscure. » — La Divine Comédie, Dante
- Épisode no 22 : « De nous cette poignée, cette heureuse poignée d'hommes, cette bande de frères. » — Henry V, Shakespeare
- Épisode no 23 : « Certains changent d'idées pour l'amour de leur parti, moi je change de parti pour l'amour de mes idées. » — Winston Churchill
- Épisode no 24 : « Danske svin er sunde — de strutter af penicillin » (« Le porc danois est sain — il est bourré de pénicilline ») — Mikael Witte
- Épisode no 25 : « L'enfer est pavé de bonnes intentions » — Vieux proverbe
- Épisode no 26 : « Je préfère les rêves du futur aux histoires du passé. » — Thomas Jefferson
- Épisode no 27 : « Vous pouvez tromper quelques personnes tout le temps. Vous pouvez tromper tout le monde un certain temps. Mais vous ne pouvez tromper tout le monde tout le temps. » — Abraham Lincoln
- Épisode no 28 : « Sachez bien ce qui vous fait avancer et ce qui vous empêche, et choisissez la route qui mène vers la sagesse » — Bouddha
- Épisode no 29 : « Oser, c'est perdre pied momentanément. Ne pas oser, c'est se perdre soi-même » — Søren Kierkegaard
- Épisode no 30 : « Presque tous les hommes peuvent faire face à l'adversité. Si vous voulez éprouver le caractère d'un homme, donnez-lui le pouvoir » — Abraham Lincoln

### Quatrième saison (2022)
Neuf ans après la fin de la saison 3, la série fait son retour sur Netflix avec huit épisodes, sous le nom : Borgen : Le Pouvoir et la Gloire.

#### Épisodes
1. L'avenir sera féminin (The Future is Female)
2. La peste ou le choléra (Pest eller kolera)
3. Inuit Nunaat : Terre du peuple (Inuit Nunaat Menneskenes Land)
4. Sans commentaire ("Ministeren ønsker ikke at udtale sig")
5. Un État voisin de l'Arctique (A Near-Arctic State)
6. Le pouvoir au Danemark (Magtens Danmark)
7. Le poing sur la table ("Just make it go away")
8. Mère de la mer (Havets Moder)

#### Déroulement de l'intrigue
Birgitte Nyborg vit seule, ses enfants sont grands, sa fille vit aux États-Unis et son fils Magnus est devenu un activiste écologiste et un vegan qui participe à une action illégale contre un élevage porcin. Elle se consacre à son poste de ministre des affaires étrangères dans un gouvernement dirigé par une femme travailliste, Signe Kragh. Les relations entre les deux femmes sont tendues. Katrine Fønsmark, elle, devient directrice de l'information à TV1, alors que la chaîne connaît une forte baisse de son audience. Au Groenland, on découvre un gisement de pétrole. Si le gouvernement groenlandais y voit une manne permettant d'assurer l'indépendance du territoire, Birgitte, elle, se préoccupe des conséquences environnementales et climatiques de l'exploitation de cette ressource. Elle est en conflit sur ce point avec Signe Kragh. Birgitte apprend que Signe Kragh a l'intention de nommer Michael Laugesen chef de cabinet avec des pouvoirs étendus, et en informe secrètement Torben pour que TV1 rende l'information publique. Il en résulte un scandale et la première ministre est obligée de renoncer à cette nomination.     
Birgitte et ses collaborateurs découvrent que l'entreprise canadienne qui a découvert le gisement de pétrole a des actionnaires russes, notamment Mikhail Gamov, un oligarque ayant des liens avec la mafia. Elle en parle avec la ministre suédoise des affaires étrangères, qui lui apprend que Gamov est dans le collimateur de l'Union européenne. Elle en parle également à l'ambassadeur des États-Unis. Alors qu'elle s'apprête à rencontrer la commission des affaires étrangères du parlement, l'ambassadeur des États-Unis lui demande de ne pas mentionner Gamov pour laisser aux services secrets américains le temps d'enquêter. Lors de la réunion, alors que l'un des parlementaires mentionne explicitement le nom de Gamov, Birgitte prétend ne rien savoir. 
Par la suite, elle est accusée d'avoir menti aux parlementaires, et risque son poste. Des représentants du Groenland l'accusent également d'être déconnectée de la réalité de leur territoire, pour qui le pétrole serait un moyen de sortir de la pauvreté et de la dépendance envers le Danemark. Face à la volonté des autorités groenlandaises d'exploiter ce pétrole, et pour garder une majorité au parlement, elle choisit alors de changer de cap, argumentant que vue la demande croissante de pétrole dans le monde, il vaut mieux qu'il soit exploité dans de meilleures conditions environnementales, comme au Groenland. Cette volte-face déçoit profondément Katrine et de nombreux membres du parti des Nouveaux Démocrates, qui a fait campagne sur les questions environnementales. 
Les journalistes de TV1 ont obtenu une copie d'un SMS du secrétaire de Birgitte démontrant qu'elle connaissait l'existence de Mikhail Gamov avant sa réunion avec les parlementaires. Mais l'opposition de droite ne souhaite pas exploiter cette information. D'autre part, Birgitte annonce à la télévision que les parts russes ont été rachetées par des investisseurs chinois.  
Des négociations commencent entre gouvernement danois et groenlandais sur la répartition des bénéfices du pétrole, mais Birgitte trouve la revendication des Groenlandais de conserver l'ensemble des bénéfices dès qu'ils pourront se passer des subventions danoises inacceptable. Le ton monte lorsque Birgitte dit à ses interlocuteurs que le Groenland n'est pas capable d'être indépendant. Le ministre groenlandais décide alors de quitter les négociations et de rentrer au Groenland pour négocier directement avec les nouveaux propriétaires chinois de l'entreprise. Les Chinois prévoient également de construire un port à proximité du gisement. Les États-Unis font savoir à Birgitte qu'ils ne peuvent pas accepter une telle implantation chinoise aussi près du continent américain. Birgitte leur donne en compensation l'autorisation de construire un nouveau port à l'Est du Groenland.      
Un objet non identifié s'écrase au nord du Groenland. L'armée danoise y envoie deux soldats. Lorsqu'ils arrivent, ils constatent qu'il s'agit d'un drone chinois, et qu'il y a déjà des militaires autour de l'objet, sans doute russes, qui s'éloignent après sommation des soldats. Le gouvernement danois souhaite ne pas ébruiter l'affaire, mais le secrétaire d'État américain la rend publique, ce qui provoque une crise internationale. 
Birgitte est de plus en plus contestée au sein du parti des Nouveaux Démocrates, et Jon Berthelsen, cofondateur du parti et ministre de la Justice, décide de provoquer un congrès pour essayer de prendre la présidence du parti. Birgitte participe à une émission de télévision avec son fils, mais la discussion entre eux s'envenime et Magnus décide de rompre avec sa mère. Philip et Laura prennent le parti de Magnus. Quant à Katrin, elle est en conflit avec Narciza Aydin, sa présentatrice vedette, et est soumise à une forte pression sur Twitter : elle finit par craquer et décide de démissionner. Birgitte a de plus en plus de doute quant à l'accord qu'elle a conclu avec l'entreprise chinoise. Au congrès des Nouveaux Démocrates, elle annonce à la surprise générale qu'elle va rompre cet accord pour des raisons de préservation de l'environnement arctique, et qu'elle démissionne de la direction du parti au profit de Jon. Elle est envoyée à Bruxelles pour devenir commissaire européenne.

#### Citations d'introduction
1. "L'être humain est le seul animal dont les désirs croissent lorsqu'ils sont nourris" - Henry George
2. "Obstacle et opportunité sont similaires. Les sages savent exploiter les deux." - Machiavel
3. "La nature est grandiose, l'homme l'est plus encore." - Knud Rasmussen
4. "Comment vas-tu te débrouiller sur le continent, au Danemark?" - Niviaq Korneliussen, Blomsterdalen
5. "Laissez la Chine dormir, car lorsque la Chine s'éveillera, le monde entier tremblera." - Napoléon Bonaparte
6. "Toutes les batailles sont remportées avant même d'être livrées." - Sun Tzu
7. "La possession du pouvoir corrompt inévitablement la raison." - Emmanuel Kant
8. "Ce n'est pas parce que c'est difficile qu'on n'ose pas, c'est parce qu'on n'ose pas que c'est difficile." - Sénèque

## Diffusion et accueil

### Audiences

#### Au Danemark
En réunissant chaque semaine jusqu'à 1,61 million de téléspectateurs, la série, en plus d'être un réel succès critique, est un véritable phénomène au Danemark, dont la population est estimée à 5,5 millions d'habitants.

#### En France
La première saison a été un succès pour Arte, puisqu'elle a rassemblé une moyenne de 653 000 téléspectateurs : avec une part d'audience de 2,4 %, elle surpasse donc la moyenne de la programmation de la chaîne franco-allemande, qui se situe à 1,7 %.

### Diffusions à l'étranger
| Pays / région | Langue                                    | Depuis            | Titre                        | Chaîne        |
| ------------- | ----------------------------------------- | ----------------- | ---------------------------- | ------------- |
| Norvège       | Danois sous-titré norvégien               | 11 octobre 2010   | Borgen                       | NRK1          |
| Suède         | Danois sous-titré suédois                 | 2 février 2011    | Borgen                       | SVT1          |
| Finlande      | Danois sous-titré finnois et suédois      | 31 août 2011      | Borgen                       | FST5          |
| États-Unis    | Danois sous-titré anglais                 | 29 octobre 2011   | Borgen                       | LinkTV        |
| Royaume-Uni   | Danois sous-titré anglais                 | 7 janvier 2012    | Borgen                       | BBC Four      |
| Corée du Sud  | Coréen                                    | 8 janvier 2012    | Borgen                       | JTBC          |
| Pays-Bas      | Danois sous-titré néerlandais             | 17 janvier 2012   | Borgen                       | Film1 Series  |
| Allemagne     | Allemand                                  | 9 février 2012    | Gefährliche Seilschaften     | Arte          |
| Belgique      | Français                                  | 9 février 2012    | Borgen, une femme au pouvoir | Arte          |
| France        | Français et danois sous-titré en français | 9 février 2012    | Borgen, une femme au pouvoir | Arte          |
| Suisse        | Allemand                                  | 28 août 2012      | Borgen                       | SRF           |
| Suisse        | Français                                  | 2 septembre 2012  | Borgen, une femme au pouvoir | RTS Un        |
| Belgique      | Danois sous-titré néerlandais             | 5 septembre 2012  | Borgen                       | Canvas        |
| Québec        | Français                                  | 13 septembre 2012 | Borgen, une femme au pouvoir | ARTV          |
| Québec        | Français                                  | 14 septembre 2012 | Borgen, une femme au pouvoir | TOU.TV        |
| Estonie       | Danois sous-titré estonien                | 22 septembre 2012 | Võimu kants                  | ETV           |
| Grèce         | Danois sous-titré grec                    | 18 octobre 2012   | Borgen                       | NET           |
| Turquie       | Danois sous-titré turc                    | 7 janvier 2013    | Borgen                       | Dizimax Drama |
| Mexique       | Danois sous-titré espagnol                | janvier 2013      | La esfera del poder          | Canal 22      |
| Italie        | Danois sous-titré italien                 | janvier 2013      | Borgen - Il potere           | LaEffe        |
| Maroc         | Français                                  | janvier 2013      | Borgen                       | 2M Maroc      |
| Croatie       | Danois sous-titré croate                  | 12 février 2013   | Borgen                       | HRT3          |
| Australie     | Danois sous-titré anglais                 | 28 avril 2013     | Borgen                       | SBS           |
| Pologne       | Danois doublé polonais                    | 7 août 2013       | Rząd                         | Ale Kino+     |
| Portugal      | Danois sous-titré portugais               | 5 janvier 2015    | Borgen                       | RTP2          |

### Critiques
Pour la saison 4, le chroniqueur de la NZZ am Sonntag Peer Teuwsen (de) souligne le style shakespearien de Sidse Babett Knudsen et les questions de société actuelles soulevée par la série (comme la compatibilité politique-famille, les femmes à des postes de pouvoir et la question du burn-out). Le quotidien suisse Le Temps relève que cette saison ne s'agit pas d'un « come-back par vaine nostalgie, ou pour les sous de Netflix », mais que le réalisateur assure une « cohérence et l’intelligence du propos ». The Guardian voit en cette saison 4 une sorte de The West Wing 2022 et un « antidote de fiction pour une réalité [politique] insupportable ».

## Distinctions

### Récompenses
- Prix Italia 2010 : meilleure série dramatique
- Festival de télévision de Monte-Carlo 2010 : Nymphe d'or de la meilleure actrice pour Sidse Babett Knudsen
- Festival international des programmes audiovisuels 2011 : FIPA d'or de la meilleure fiction et de la meilleure musique originale
- British Academy Television Awards 2012 : British Academy Television Award de la meilleure série internationale
- Festival Polar de Cognac 2023 : Meilleure série internationale[27]

### Nominations
- International Emmy Awards 2012 : meilleure performance d'actrice pour Sidse Babett Knudsen
- British Academy Television Awards 2014 : British Academy Television Award de la meilleure série internationale